# Endlösung der Judenfrage

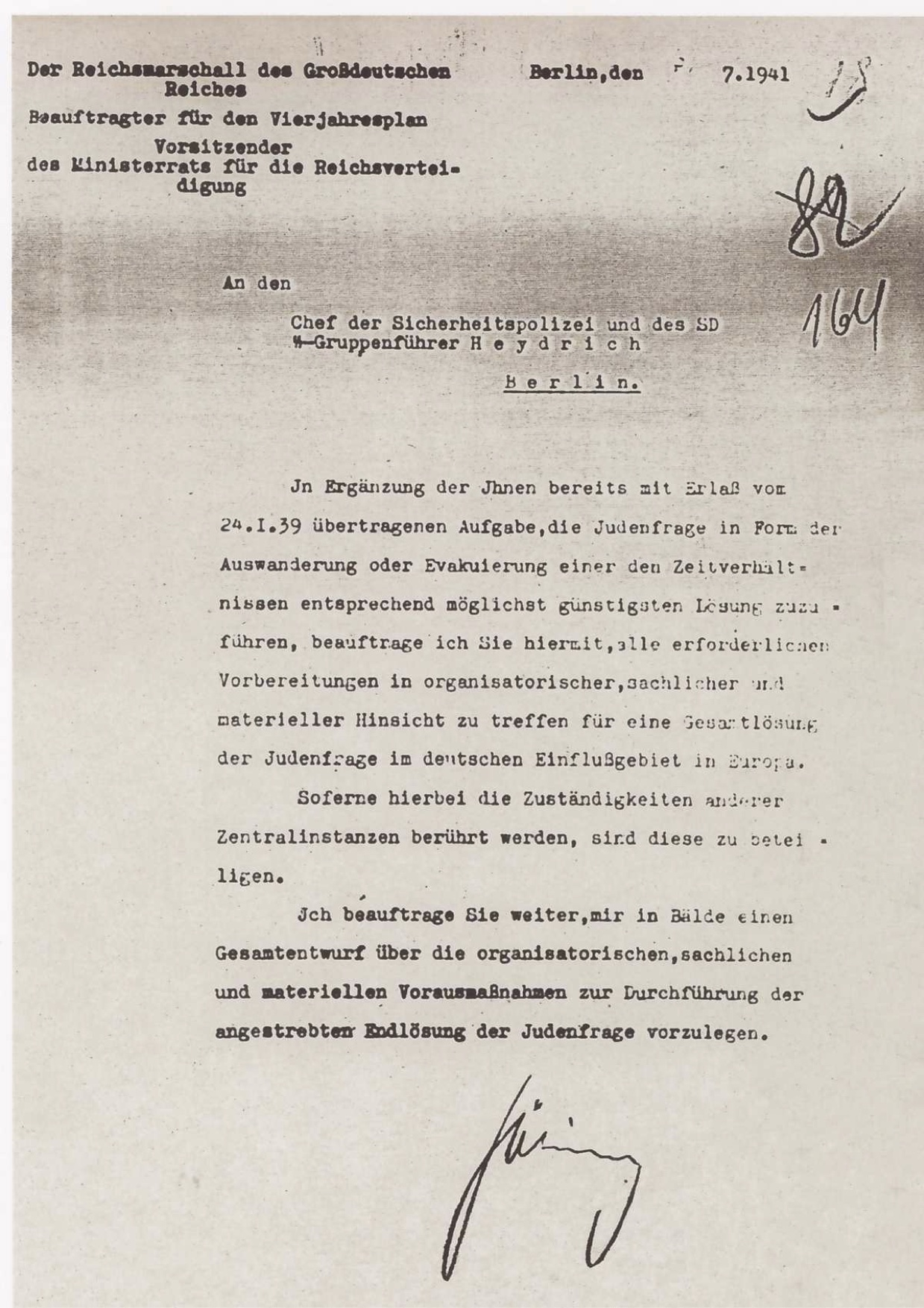
Görings opdracht aan Heydrich, 31 juli 1941

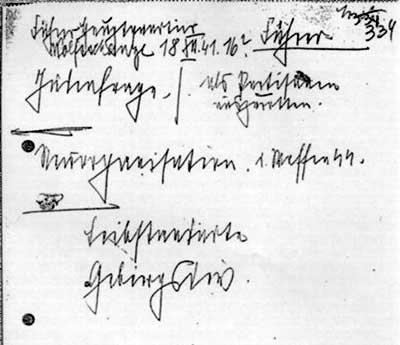
Himmler maakte op 18 december 1941 deze aantekening: Judenfrage – als Partisanen auszurotten

De Endlösung der Judenfrage (eind- of definitieve oplossing van het Joodse vraagstuk of van het Jodenvraagstuk) was het plan van nazi-Duitsland voor de systematische genocide op het Joodse volk in Europa, de Holocaust. De term was de officiële codenaam van het plan en de hoofdverantwoordelijke was Adolf Eichmann.
Het besluit tot de Endlösung om alle onder Duitse jurisdictie vallende Europese Joden systematisch en op mechanisch-industriële wijze te vernietigen, is vermoedelijk in een aantal etappes in de tweede helft van 1941 genomen. De operationele implementatie ervan werd besproken tijdens de Wannseeconferentie op 20 januari 1942. In het voorjaar van 1942 ging Aktion Reinhard van start, waarmee de systematische vernietiging werd ingezet.

## Tijdlijn besluitvorming
Onder historici bestaat geen volledige consensus over het tijdstip waarop de nazitop besloot het Europese Jodendom te vernietigen en in hoeverre dit een vooropgezet plan was. Binnen de historici zijn er die het 'intentionalisme' aanhangen, dat uitgaat van een vooropgezet plan, en diegenen die het functionalisme aanhangen, waarbij ervan wordt uitgegaan dat de 'oplossing' uit praktische overwegingen in deze richting is gegroeid. Algemeen wordt wel aangenomen dat de grote lijnen van de Endlösung gedurende de zomer en de herfst van 1941 vast kwamen te liggen. Rond november 1941 werden de eerste vernietigingskampen actief; achtereenvolgens Bełżec, Sobibór, Treblinka, Chełmno, Majdanek en Auschwitz-Birkenau.

### Tijdlijn volgens Browning
Volgens de historicus Christopher Browning is de beslissing in twee etappes genomen: in juli 1941 viel het besluit alle Russische Joden te vernietigen, nadat direct na de Duitse inval in de Sovjet-Unie de Einsatzgruppen reeds begonnen waren met het uitmoorden van honderdduizenden Oost-Europese en Russische Joden. In dit licht moet dan ook de brief van 31 juli 1941 van Hermann Göring aan Reinhard Heydrich worden gezien, waarin Göring zegt:
In Ergänzung der Ihnen bereits mit Erlass vom 24.1.39 übertragenen Aufgabe, die Judenfrage im Form der Auswanderung oder Evakuierung einer der Zeitverhältnissen entsprechend möglichst günstigen Lösung zuzuführen, beauftrage ich Sie hiermit, alle erforderlichen Vorbereitungen in organisatorischer und materieller Hinsicht zu treffen für eine Gesamtlösung der Judenfrage im deutschen Einflussgebiet in Europa.— Hermann Göring, 31 juli 1941
(vertaling: In aanvulling op uw opdracht van 24 januari 1939 om het Jodenvraagstuk in de vorm van emigratie of evacuering op te lossen op een manier die recht doet aan het huidige tijdsgewricht, geef ik u hierbij de opdracht om alle organisatorische en materiële voorbereidingen te treffen voor een totale oplossing van het Jodenvraagstuk in het onder Duitse invloed staande gebied in Europa).
In oktober 1941 viel volgens Browning het besluit alle overige Joden in het onder Duitse invloed staande deel van (West-) Europa uit te roeien.

### Tijdlijn volgens Gerlach
De historicus Christian Gerlach bepleit een ander tijdpad. Hij stelt dat Hitler het finale besluit bekendmaakte op 12 december 1941 tijdens een toespraak tot een gezelschap van Reichsleiter en Gauleiter van de NSDAP, naar aanleiding van de grote verliezen aan manschappen in Rusland. De dag na deze toespraak noteerde Joseph Goebbels in zijn dagboek dat Hitler had gezegd dat schoon schip zou worden gemaakt met betrekking tot de Joden. De Joden waren volgens Hitler de wereldoorlog begonnen en nu zouden zij als gevolg daarvan zelf worden uitgeroeid.
Bezüglich der Judenfrage ist der Führer entschlossen, reinen Tisch zu machen. Er hat den Juden prophezeit, daß, wenn sie noch einmal einen Weltkrieg herbeiführen würden, sie dabei ihre Vernichtung erleben würden. Das ist keine Phrase gewesen. Der Weltkrieg ist da, die Vernichtung des Judentums muß die notwendige Folge sein. Die Frage ist ohne jede Sentimentalität zu betrachten. Wir sind nicht dazu da, Mitleid mit den Juden, sondern nur Mitleid mit unserem deutschen Volk zu haben. Wenn das deutsche Volk jetzt wieder im Ostfeldzug an die 160000 Tote geopfert hat, so werden die Urheber dieses blutigen Konflikts dafür mit ihrem Leben bezahlen müssen— Joseph Goebbels, 13 december 1941
Op 16 december 1941 hield Hans Frank een toespraak tot regionale leiders in het Generaal-gouvernement, het voormalige Oost-Polen, waarin hij in dezelfde bewoordingen over het vernietigen van de Joodse bevolking sprak.
Mit den Juden – das will ich Ihnen auch ganz offen sagen – muß so oder so Schluß gemacht werden. Der Führer sprach einmal das Wort aus: wenn es der vereinigten Judenschaft wieder gelingen wird, einen Weltkrieg zu entfesseln, dann werden die Blutopfer nicht nur von den in den Krieg gehetzten Völkern gebracht werden, sondern dann wird der Jude in Europa sein Ende gefunden haben. Ich weiß, es wird an vielen Maßnahmen, die jetzt im Reich gegenüber den Juden getroffen werden, Kritik geübt. Bewußt wird – das geht aus den Stimmungsberichten hervor – immer wieder versucht, von Grausamkeit, von Härte usw. zu sprechen. Ich möchte Sie bitten: einigen Sie sich mit mir zunächst, bevor ich jetzt weiterspreche, auf die Formel: Mitleid wollen wir grundsätzlich nur mit dem deutschen Volke haben, sonst mit niemandem auf der Welt. Die anderen haben auch kein Mitleid mit uns gehabt. Ich muß auch als alter Nationalsozialist sagen: wenn die Judensippschaft in Europa den Krieg überleben würde, wir aber unser bestes Blut für die Erhaltung Europas geopfert hätten, dann würde dieser Krieg doch nur einen Teilerfolg darstellen. Ich werde daher den Juden gegenüber grundsätzlich nur von der Erwartung ausgehen, daß sie verschwinden. Sie müssen weg. Ich habe Verhandlungen zu dem Zwecke angeknüpft, sie nach dem Osten abzuschieben. Im Januar findet über diese Frage eine große Besprechung in Berlin statt, zu der ich Herrn Staatssekretär Dr. Bühler entsenden werde. Diese Besprechung soll im Reichssicherheitshauptamt bei SS-Obergruppenführer Heydrich gehalten werden. Jedenfalls wird eine große jüdische Wanderung einsetzen.— Hans Frank, 16 december 1941

## Terminologie
In de Engelstalige wereld wordt veelal voor de Endlösung het begrip Final Solution gebruikt. In de Nederlandstalige literatuur wordt echter het begrip Endlösung veel gebruikt. Abel Herzberg gebruikt het woord in zijn boek Kroniek der Jodenvervolging 1940-1945. Een van de hoofdstukken uit dit boek draagt de titel Endlösung der Judenfrage. Ook de historicus Jacques Presser gebruikt de term in zijn boek Ondergang. Loe de Jong gebruikt het begrip in zijn kroniek Het Koninkrijk der Nederlanden in de Tweede Wereldoorlog.